# Heinrich Göckenjan

Heinrich Göckenjan

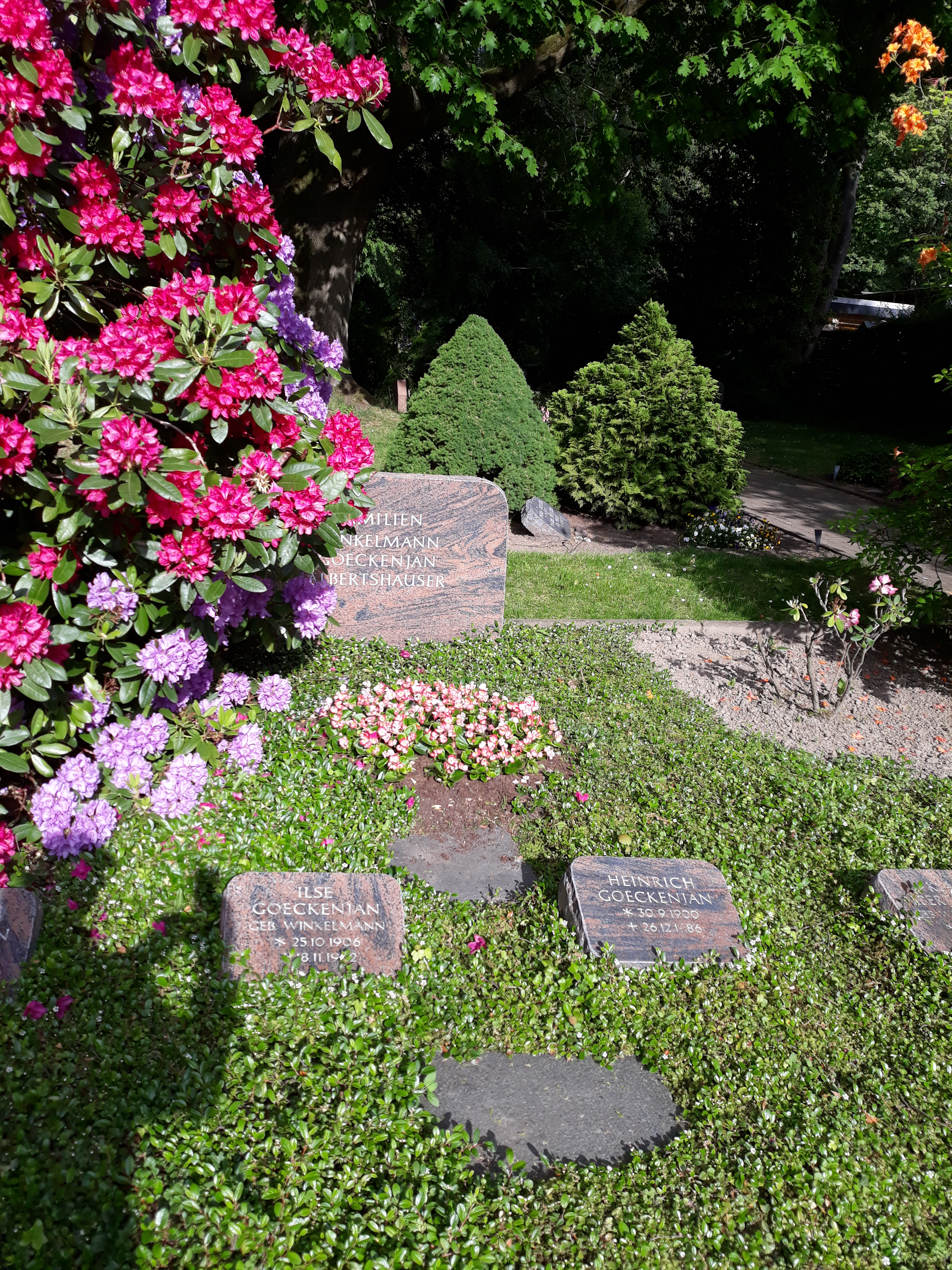
Das Grab von Heinrich Göckenjan und seiner Ehefrau Ilse im Familiengrab Winkelmann auf dem Friedhof Dortmund-Oespel.

Heinrich Göckenjan (* 30. September 1900 in Burgsteinfurt; † 26. Dezember 1986 in Dortmund) war ein deutscher Politiker (NSDAP).

## Leben und Wirken
Göckenjan besuchte bis 1915 die Volksschule. Anschließend war er in der Landwirtschaft tätig und besuchte die Landwirtschaftsschule in Welbergen im Kreis Steinfurt. Ab 1918 nahm er einige Monate lang am Ersten Weltkrieg teil, in dem er an der Westfront eingesetzt wurde. Nach dem Krieg verdiente er seinen Lebensunterhalt als selbständiger Landwirt in Sellen bei Burgsteinfurt.
Von 1923 bis 1925 gehörte Göckenjan dem Völkisch-Sozialen Block an, einer Ersatzorganisation der zu dieser Zeit verbotenen NSDAP. Der NSDAP trat er zum 1. Januar 1931 bei (Mitgliedsnummer 423.905). Bei der Reichstagswahl vom Juli 1932 wurde Göckenjan als Kandidat seiner Partei für den Wahlkreis 17 (Westfalen Nord) in den Reichstag gewählt, dem er fortan ohne Unterbrechung bis zum Ende der nationalsozialistischen Herrschaft im Mai 1945 angehörte. Unter anderem stimmte er für das von der Regierung Hitler eingebrachte Ermächtigungsgesetz vom 24. März 1933, das die juristische Grundlage für die Errichtung der NS-Diktatur bildete.
Während der Zeit des Nationalsozialismus war Göckenjan Gauamtsleiter des Amtes für Agrarpolitik des Gaues Westfalen-Nord. Daneben war er in der Hauptabteilung II (Landwirtschaftskammer) der Landesbauernschaft Westfalen. Ferner gehörte Göckenjan dem Reichsbauernrat an und er war Verbandsleiter des Verbandes ländlicher Genossenschaften Westfalen und Lippe.
Der SS (SS-Nummer 276.590) trat Göckenjan zum 14. Mai 1936 im Rang eines SS-Hauptsturmführers bei. Bis März 1937 war er dem Rasse- und Siedlungshauptamt der SS als ehrenamtlicher Führer zugeordnet, anschließend SS-Standarten in Münster und ab Juni 1940 in Bochum.
1939 heiratete Göckenjan Ilse Winkelmann, die aus einer Landwirtefamilie in Dortmund-Oespel stammte. Vor 1943 bewirtschaftete er als Bauer den Winkelmannshof seiner Schwiegereltern in Oespel.